# عصر (رادار ثلاثي الأبعاد)
رادار عصر هو رادار ثلاثي الأبعاد إيراني الصنع ذو هوائيات مسطحة تابع للبحرية الإيرانية والذي صُمَِم وانتج من قبل المختصين الإيرانيين، وقد ادخل عملياً إلى الخدمة في الوحدات القتالية لجمهورية إيران ويُستَخدَم في مختلف العمليات وفي مختلف الظروف. وقد تم نصب رادار عصر على الوحدات البحرية التابعة لمدمرة جماران (موج 1) ودماوند (موج 2) لتعزيز إمكانياتها على رصد وتحديد الأهداف الحيوية.

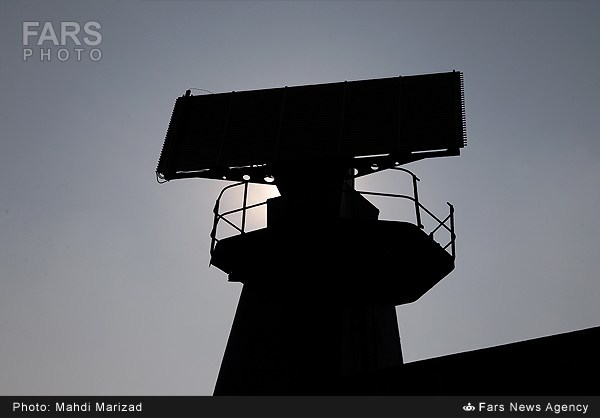
كشف النقاب عن رادار عصر للرقابة الجوية

## الخصائص
بإمكان رادار عصر- S باند- رصد الأهداف ذات المقطع العرضي الراداري 4 أمتار والتعرف عليها وهي على بعد نحو 200 كم. ويتمتع هذا الرادار بقابلية كشف ورصد الأهداف الجوية والأرضية وتحديد 100 هدف في آنٍ واحد إلى جانب مواجهة الحرب الإلكترونية. ومن أهم مميزات هذه الرادارات إمكانية استخدامها في مواجهة الحروب الإلكترونية نظراً لقدرتها على حذف أمواج التشويش التي تستخدم ضد الرادارات. ويحظى هذا النظام الراداري بإمكانية التركيب على فرقاطات القوة البحرية للجيش الإيراني.
نظراً لأن رادار عصر يقوم بتغيير الإرسال النبضي للموجات الكهرومغناطيسية المرسلة بصورة عمودية حسب تغيير المرحلة، لأن الرادار له قابلية الدوران الأفقي، فإنه يمكن وفق ذلك الاستفادة منه في تغطية الأجواء بصورة جيدة. ويساعد هذا الأمر أيضاً على تقليل تكاليف تجهيز السفن الحربية بالرادرات لأن الرادار إذا كان لايتملك قابلية الحركة الأفقية لتغطية الموجات الأفقية بـ 360 درجة فيجب علينا تهيئة جهازي رادار من أجل التغطية الكاملة للأجواء وهذا ما يضاعف التكاليف المالية.
لا يشغل رادار عصر  مكاناً كبيراً وهو أمر مهم جداً في السفن القتالية.   يمكن لرادار عصر كشف ورصد الأهداف الأرضية أيضاً لأنه قادر على تغيير الاتجاه العمودي للموجات الإلكترونية في جزء من الثانية ويقوم بعرض المعلومات والبيانات على شاشة الاستقبال في السفينة وتحذيرها من الأهداف المحتملة. كما وبإمكان هذا الرادار رصد الأهداف ذات المقطع العرضي الراداري 4 أمتار والتعرف عليها وهي على بعد نحو 200 كيلومتر.